# Der Engelsfürst
Engelsfürst ist ein Roman von Jörg Kastner und ist im März 2006 im Knaur Verlag erschienen. Engelsfürst ist der dritte Roman über die Abenteuer des (ehemaligen) Schweizergardisten Alexander Rosin nach Der Engelspapst und Der Engelsfluch. Die Geschichte spielt wie die beiden Vorgängerromane Engelspapst und Engelsfluch hauptsächlich in Rom. Zweiter großer Schauplatz ist das erfundene Kloster San Gervasio in den umbrischen Bergen. Weitere Schauplätze sind das ebenfalls erfundene Borgo Lago, wo sich Elena, Roland Kübler und Francesco gegen Ende des Buches aufhalten, Florenz und der ursprünglich reine Militärflugplatz Ciampino in der gleichnamigen Stadt. 

## Handlung
Elena Vida wird von Monsignore Picardi, dem Stellvertretenden Direktor des IOR, auch Vatikanbank genannt, um ein Treffen beim Kloster Sant’Anna an der Via Appia gebeten. Picardi gibt vor, geheime Informationen über die Vatikanbank zu haben.
Das Kloster Sant’Anna wird auch das Kloster der Verdammten genannt, denn nach Versuchen, das Grundstück des Klosters und dessen Umgebung neu zu besiedeln, häuften sich Unfälle und Seuchen. Bald wurde von einem Fluch gemunkelt, die Geister der Ermordeten: Im Jahre 1527 plünderten die kaiserlichen Landsknechte Rom, doch im Kloster Sant’Anna gab es nichts zu holen. Die Plünderer ließen ihre Wut mit tödlichen Folgen an den Menschen im Kloster aus, seien es Frauen oder Kinder, Flüchtlinge oder Nonnen.
Nachts an der Ruine angekommen, wartet Elena auf Monsignore Picardi. Als ein Auto kommt und sie darin zwei Männer entdeckt, versucht sie sich zu verstecken. Die beiden Männer verfolgen und stellen Elena schließlich, da sie in eine Sackgasse geraten ist. Bei einem kurzen Kampf bekommt Elena einen Schlag auf den Kopf und verliert das Bewusstsein.
Alexander Rosin wird von Dirigente Superiore Donati, welcher seit einigen Monaten die EU-Fahndungs- und Koordinationsstelle für Kapitalverbrechen leitet und damit direkt dem Innenministerium unterstellt ist, aus dem Bett geklingelt mit der Begründung, Elena sei etwas zugestoßen. Donati empfängt Alexander im Leichenkeller des Polizeipräsidiums auf dem Quirinal, einem der sieben Hügel der Ewigen Stadt.
Doch im Leichenkeller und bei Dottoressa Gearroni befindet sich nicht Elenas, sondern Monsignore Rosario Picardis Leiche. Auf Alexanders Frage, wieso denn Elena in Schwierigkeiten stecke, antwortet Donati, sie werde verdächtigt, Picardi ermordet zu haben.
San Gervasio in den Bergen von Umbrien:
Enrico Schreiber erwacht aus einem Albtraum. Er schließt wieder die Augen. Er ist unter dem Namen Vel 2000 Jahre zurückgereist. Vel verliebt sich in Larthi, eine junge Frau. Sie wird von ihrem Bruder Larth und dessen Kumpanen gepeinigt. 
Plötzlich wird Enrico wieder aus seinen Träumen geholt. Bruder Francesco, der jüngste unter den Mönchen, ruft den Gast zum Frühstück. Enrico ist vor einem Monat hierher gekommen, um auszuruhen. Als Sohn von Papst Lucius und dann noch mit sonderbaren Kräften musste er wieder zu sich selbst finden. 
Enrico betritt den Speisesaal. Rund ein Dutzend Mönche leben in dem Kloster. 
Abt ist Vater Tommasio. Vater Tommasio begleitet Enrico in eine Höhle. Dieser erkennt die Höhle sofort, sie stammt aus seinem Traum. Tommasio zeigt Enrico ein Bild aus der Zeit der Etrusker.
Donati und Alexander suchen Elena im Polizeikrankenhaus auf. Diese hat gerade einen Streit mit Commissario Bazzini, welcher schon in Der Engelspapst Alexander Rosin des Mordes an rund fünf Menschen bezichtigt hatte.
Bazzini ist eifersüchtig auf Donati, da dieser die Leitung der neuen EU-Polizeibehörde übernommen hatte und nicht er. 
Die beiden Polizisten verlassen das Krankenzimmer. Alexander ist mit Elena allein. Er sagt, dass er ihr helfen will und sie ihm vertrauen müsse. Doch Elena lehnt ab. Aus gutem Grund, denn Alexander hatte eine Affäre mit Liana, einer Blondine aus der Lokalredaktion des Messaggero di Roma angefangen, die Liaison war aber bereits nach zehn Tagen wieder beendet. Doch das hatte gereicht, um die Beziehung zwischen ihm und Elena zu beenden. 
Schließlich hat er beim Messaggero gekündigt.
Donati und Alexander nehmen das Kloster Sant’Anna unter die Lupe. Commissario Bazzini war sich zu fein, vor den Toren Roms im Schlamm herumzustapfen, so dirigierte er Micaela Mancori, welche Donati noch aus seiner Zeit bei der römischen Polizei kennt, zum Kloster. Micaela teilt überhaupt nicht Bazzinis Ansicht,  Elena habe Picardi umgebracht.
Inzwischen erreicht Alexander aus dem Vatikan ein Anruf von Don Luu, dem Privatsekretär von Papst Custos, welcher dringend um ein Gespräch bittet. 
Auf der Rückfahrt wird Alexander von einem dunklen Fiat verfolgt. Er lockt den Fahrer in eine Nekropole. Als er sich auf den Verfolger stürzt, bemerkt Alexander, dass es sich um Emilio Petti handelte, einen ehemaligen Mitarbeiter des Messaggero. Er schrieb einen Artikel, dass die Madonna in einer Kapelle in Genzano Blut geweint habe. Die Tränen wurden als Ochsenblut identifiziert, worauf ihm sofort gekündigt wurde.
Petti gibt vor, einen Informanten bei der Polizei zu haben und durch diesen vom Mord an Rosario Picardi erfahren zu haben. 
Alexander und Emilio vereinbaren ein Treffen, um Informationen auszutauschen.
Am Tor zum Vatikan wird Alexander von Roland Kübler, einem Kollegen aus Alexanders Gardezeit, begrüßt und von Henri Luu zum Papst gebracht.
Im dritten Stock des Apostolischen Palastes wird Alexander von drei Männern empfangen: Papst Custos, Papst Lucius und dem Sicherheitschef des Vatikans, Bruno Spadone.
Custos versichert, dass auch er Elena für unschuldig hält, und erzählt, dass es innerhalb der vatikanischen Mauern einen Vorfall gegeben hätte, welcher möglicherweise im Zusammenhang mit Picardis Tod steht. 
Alexander bekommt eine Urne mit der Asche des kürzlich verstorbenen Kardinal Mandume zu sehen. In der Zeitung war berichtet worden, der afrikanische Kardinal sei einem Herzschlag erlegen.
Doch Mandume ist nicht nach seinem Tode eingeäschert worden. Er wurde so aufgefunden. Alles deutet darauf hin, dass Mandume einer Selbstverbrennung zum Opfer fiel. 
Durch Hypnose führt Tommasio Enrico ins Reich der Träume zurück, wo Larthis Vater einer Selbstverbrennung erlag. 
Donati, Alexander und Spadone begeben sich in die Vatikanbank. Sie treffen dort auf Fabio Pallottino, welcher ihnen den Weg zu Rodrigo Kardinal Scheffler weist. 
Dieser erzählt, dass Elena Picardi vor ein paar Tagen interviewt hatte, was diese aber Alexander und Donati verschwiegen hatte.
Alexander begibt sich zu der Trattoria am Tiberufer, wo er sich mit Emilio Petti verabredet hat. Doch der ist im Lokal nicht zu sehen. 
Als Alexander einen Hinterhof betritt, wird er von einem Koloss überfallen.
Mit der einzigen Waffe, dem glockenförmigen Schirm, den er von Henri Luu erhalten hat, wehrt er sich und sticht seinem Gegner ein Auge aus. 
Alexander entdeckt den schwerverletzten Emilio Petti, der seine letzten Worte „In den Bergen […] Bischof“ aushaucht. Durch den sterbenden Emilio abgelenkt, wird Alexander vom zweiten Killer überrascht und angeschossen.
Mitten in der Nacht begibt sich Bruder Francesco in Enricos Zelle. Dieser erzählt ihm, dass er abreisen werde.
Bei der Rückkehr wird Francesco von Vater Tommasio entdeckt. Francesco erzählt ihm alles und geißelt sich anschließend im Glockenturm. Dabei murmelt er die Bußformel von Totus Tuus. 
Alexander hat enormes Glück. Die Kugel hinterlässt nur eine Narbe auf der Stirn. Donati erzählt ihm, dass Elenas Unschuld bewiesen ist. Das Blut, welches bei Picardi gefunden wurde, stammt von diesem Koloss, dem Alex ein Auge ausgestochen hat.
Auch erfährt er, dass Elena im dritten Monat schwanger ist.
Enrico reist ab. Er fährt mit Maurizio, einem Lebensmittelhändler, ins Tal. Plötzlich fällt ihnen ein moderner Geländewagen auf, welcher ebenfalls aus der Richtung des Klosters kommt. Der Geländewagen rammt Maurizios Lieferwagen, bis dieser von der Straße abkommt und gegen einen Baumstumpf prallt. Maurizio bricht sich das Genick, während Enrico nahezu unverletzt bleibt. 
Er rennt vor den Verfolgern davon, wird jedoch trotzdem geschnappt. Maurizios Mörder sind Bruder Ambrosio, der Klosterkoch und Bruder Giuseppe.
Sie nehmen Enrico gefangen und jagen Maurizios Auto in die Luft. 
Donati lädt Alexander, Elena und Laura Monicini, die Chefredakteurin des Messaggero di Roma, in sein Penthouse mit Blick auf das Forum Romanum zu einer Besprechung ein. Sie entscheiden, dass Alexander und Elena gemeinsam Nachforschungen anstellen sollen.
Enrico wird in den Keller des Glockenturms gesperrt. Abt Tommasio weiß von seinen besonderen Kräften und will sie sich zunutze machen.
Alexander und Elena werden fündig. Der ehemalige Erzbischof von Florenz, Egidio Guarducci, lebt in Frana in den Bergen. Sie beschließen, ihn persönlich aufzusuchen.
Auf der Fahrt werden sie von einem Auto überholt. Alexander erkennt den einäugigen Killer als Fahrer und erkennt die Gefahr für Guarducci. Im Haus des Erzbischofs kommt es zu einer Schießerei, welche für die Haushälterin und für den Killer mit beiden Augen tödlich endet. 
Alexander und Elena begeben sich zum Erzbischof, welcher einen Herzinfarkt erlitten hat. Bevor er stirbt, gibt er einen Hinweis auf die Unterlagen, welche Picardi ihm gegeben hat. Die Unterlagen finden sich im Tresor von Guarducci. Es handelt sich um Daten aus der Vatikanbank.
In Florenz wird der Mann identifiziert, den Alexander im Haus des Erzbischofs erschossen hat. Es handelt sich um Nuccio Carpi aus Palermo. Nachdem er wegen Delikten mit der Mafia in den Knast kam, betrieb er dort ein theologisches Fernstudium.
Die Hypnose hat Enrico sehr geschwächt und er ist dem Tode nahe.
Als Alexander und Donati in den Vatikan kommen, sehen sie, wie der päpstliche Hubschrauber über dem Petersdom aufsteigt. 
Den Grund erfahren sie von Papst Custos. Sein Amtsbruder Lucius muss nach Umbrien, weil dessen Sohn Enrico an einer Krankheit leidet.
Die Zahlenkolonnen aus dem Tresor des Erzbischofs werden Fabio Pallottino anvertraut, welcher sie auf Unregelmäßigkeiten untersuchen soll.
Laura Monicini verrät Elena, dass sie einmal mit Zwillingen schwanger gewesen sei. Elena erzählt ihrer Chefin, dass sie einen Anruf bekommen hat. Jemand will sich mit ihr beim Kloster Sant’Anna treffen und ihr Informationen zu den Vorfällen der Vatikanbank geben.
Lucius ist bei Enrico eingetroffen und heilt ihn. Zwei der drei Schweizergardisten werden von den „Mönchen“ erdrosselt, ein dritter kann nach einer Schießerei, bei der ein Mönch stirbt, fliehen.
Tommasio eröffnet Lucius und Enrico, dass er das Engelsfeuer entfachen will. Dazu braucht er die beiden, da sie „Sohn und Sohn des Sohnes“ des Erzengels Uriel sind.
Elena befindet sich im Kloster der Verdammten. Der einäugige Killer kommt auf sie zu und Elena schießt auf ihn. Gleichzeitig stürmt die Polizei Laura Monicinis Wohnung, sie selbst kann aber entkommen.
Elena wird in ihrer Wohnung bereits von Laura erwartet. Sie wird gezwungen, mit Laura zu einem unbekannten Ziel zu fahren. Während der Fahrt offenbart sich Laura als Angehörige von Totus Tuus. Elenas ungeborenes Kind soll zu einem treuen Diener des Ordens erzogen werden. 
Lucius erklärt Enrico vom Kampf zwischen ihrem Vorfahr Uriel und dessen Gegner Luzifer um den Platz als Engelsfürst. 
Alle Mönche des Klosters (welches in Wahrheit ein Stützpunkt von Totus Tuus ist) steigen in mehrere Lieferwagen, ihre beiden Gefangenen nehmen sie ebenfalls mit. Sie kommen zu einem Tal, welches durch ein Tarnnetz geschützt ist. Hier befindet sich das „Hauptquartier“ von Totus Tuus. Elena wird auch dorthin gebracht.
Alexander und Donati bemerkten nichts von Elenas Entführung. Sie fahren zum Flughafen Ciampino und lassen einen Hubschrauber starten, der das Gelände um San Gervasio durchkämmen soll.
Elena, Enrico und Lucius hören den Hubschrauber mit Donati und Alexander an Bord, doch diese werden infolge des Tarnnetzes nicht fündig, so dass sie später wieder nach Ciampino umkehren müssen.
Sie sehen nur den zerschossenen Mercedes-Geländewagen, die toten Schweizergardisten und die Geisel von Totus Tuus. 
Tommasio kündet den Kampf zwischen Uriels Sohn (Lucius) und dem Sohn von Uriels Sohn (Enrico) gegen Luzifers Sohn (Tommasio) und dessen Sohn, welcher bald auftauchen soll.
Alexander sucht Elena in deren Wohnung auf, doch sie ist ja verschwunden.
Francesco kommt zu den drei Gefangenen und sagt, er will ihnen zur Flucht verhelfen. Plötzlich hält Elena inne: Im Wagen sitzt Laura.
Fabio Pallottino sagt Donati und Alexander, dass der argentinische Kardinal Rodrigo Scheffler hohe Transaktionen innerhalb der Vatikanbank veranlasst haben soll.
Dieser will eine Aussage machen, doch erst nach der Messe für Papst Lucius im Petersdom.
Die Wächter halten Laura auf und verlangen eine Kontrolle des Lieferwagens. Doch die fährt an. Jedoch wird auf den Wagen geschossen und Laura tödlich getroffen.
Während der Messe meinte Spadone, dass Elena vielleicht mit ihrer Chefin unter einer Decke stecken könnte. Alexander kann seine Wut im letzten Moment unterdrücken. Er und Donati beobachten Kardinal Scheffler, als dieser plötzlich in Flammen aufgeht. Diese Macht haben nur Engelssöhne, wie Mandume einer war. 
Enrico, Lucius, Francesco und Elena flüchten. Dabei erzählt Francesco, wie er damals seine Eltern umgebracht habe, weil der Vater die Mutter immer verprügelte, und dann in ein Heim gesteckt wurde, das später von Totus Tuus übernommen wurde. Seitdem sorgte Tommasio für ihn.
Alexander und Donati stockt der Atem, denn nur einer konnte hören, dass Scheffler eine Aussage machen konnte: Fabio Pallottino.
Die Flüchtenden werden erwischt: von Bruder Giuseppe. Doch auch der wird erschossen, von Roland Kübler, einem Schweizergardisten, der einen Sturz wie durch ein Wunder überlebte. 
Sie beschließen sich zu trennen: Enrico und Lucius werden sich ergeben, während Kübler, Elena und Francesco zu flüchten versuchen.
Pallottino ist wie erwartet mit Guarduccis Unterlagen verschwunden. Doch was niemand weiß: Die Polizei hat in den Unterlagen des ehemaligen Erzbischofes eine Wanze versteckt.
Sie finden noch heraus, dass Pallottinos Vater Tommasio Lampada heißt. Lampada war ein Geistlicher. Er war der Gefängnisseelsorger von Nuccio Carpi und Mino Pistoni, den Mann, den Elena im Kloster Sant’Anna erschossen hat. Und Tommasio Lampada ist auch der Abt des Klosters San Gervasio, womit Fabio Pallottino der Sohn von Luzifers Sohn ist. 
Am Flughafen Ciampino starten vier Hubschrauber, um Pallottinos Verfolgung aufzunehmen.
Ein Funkspruch verrät, dass Elena, Francesco und Roland Kübler aufgegriffen wurden und sich in Borgo San Lago aufhalten. Die Hubschrauber legen einen Zwischenstopp ein. 
Lucius und Enrico weigern sich, sich von Uriel abzuwenden, dafür dessen Kontrahent Luzifer, wie Tommasio Lampada, zu verehren.
Als die Polizei den Tempel der Ahnen stürmt, können sie noch mitansehen, wie Tommasio, Fabio Pallottino, Lucius und Enrico mittels Selbstverbrennung aus dem Leben scheiden. Enrico und Lucius fühlen keinen Schmerz. 
Alexander und Elena beschließen, das gemeinsame Kind Enrico zu nennen. Er verkündet, dass er zurück in die Schweiz ziehen wird. Doch Elena versucht, ihm begreiflich zu machen, dass er sie mitnehmen und heiraten solle.

## Charaktere (Auswahl)

### Alexander Rosin
Ehemaliger Schweizergardist, trat auch in Der Engelspapst und Der Engelsfluch auf. Hat sich in der Zwischenzeit von Elena getrennt, weil er eine Affäre mit Liana, einer Blondine aus der Lokalredaktion, für zehn Tage begonnen hat. Doch weil er Elena wieder zurückhaben möchte und ausserdem der Vater ihres noch ungeborenen Kindes ist, macht er sich auf die Suche nach ihr. Mit Erfolg.

### Elena Vida
Journalistin, trat auch in Der Engelspapst und Der Engelsfluch auf. Elena hat sich vor zwei Monaten von Alex getrennt. Jedoch ist sie von ihm schwanger. Sie wird des Mordes an Rosario Picardi verdächtigt, und später von Totus Tuus verschleppt.

### Enrico Schreiber
Trat auch in Der Engelsfluch auf. Enrico ist der uneheliche Sohn von Papst Lucius alias Tomàs Salvati und besitzt daher auch die Macht der Engel. 
Hat sich in ein Kloster zurückgezogen, welches ihn angelockt hatte. Das Kloster war im Besitz von Totus Tuus. Findet am Ende des Buches den Tod.

#### Vel
Im Traum identifiziert sich Enrico mit dieser Figur, welcher um Larthi, eine helle Frau kämpft. Gegner ist deren Bruder Larth, welcher auch seinen Vater mittels Selbstverbrennung umbringt.

### Papst Custos
Papst Custos, eigentlich Jean-Pierre Gardien, ist einer der Auserwählten, ein Nachfahre Jesu. Wie die Engelssöhne (Papst Lucius, Enrico) verfügt er über heilende Kräfte. Trat bereits in Der Engelspapst und Der Engelsfluch auf.

### Papst Lucius
Trat auch in Der Engelsfluch auf. Lucius, der mit bürgerlichem Namen Tomàs Salvati heisst, ist der Vater von Enrico Schreiber und verfügt als Nachfahre des Erzengels Uriel heilende Kräfte. Führt seit der Wiedervereinigung der katholischen Kirche diese gemeinsam mit seinem Amtsbruder Papst Custos. Findet am Ende des Buches gemeinsam mit seinem Sohn den Tod.

### Tommasio Lampada
Abt des Klosters San Gervasio. Ist ein Nachfahre von Luzifer und der Vater von Fabio Pallottino sowie der General von Totus Tuus. Er war der Gefängnisseelsorger von Nuccio Carpi und Mino Pistoni.

### Bruder Francesco
Mönch in San Gervasio. War als Lockvogel für Enrico gedacht, freundet sich aber mit diesem an. Verhilft ihm schliesslich auch zur Flucht.

### Stelvio Donati
Trat auch in Der Engelspapst und Der Engelsfluch auf. Hat als Leiter der EU-Fahndungs- und Koordinationsstelle für Kapitalverbrechen den Rang eines Dirigente Superiore inne. Verlor vor zehn Jahren bei einem Autobomben-anschlag sein linkes Bein, seine Frau und die beiden Kinder.

### Commissario Bazzini
Arroganter Kommissar von Rom, trat auch in Der Engelspapst auf, wo er Alexander des Mordes an einigen Menschen bezichtigt hatte. Diesmal verdächtigt er Elena, Picardi ermordet zu haben. 
Ist ausserdem neidisch auf Donati, weil der ihm bei der Ernennung des Leiters der neuen EU-Polizeibehörde vorgezogen wurde.

### Fabio Pallottino
Sekretär der Vatikanbank. Ist Sohn von Tommasio Lampada. Weist den Verdacht des Schmierens von fünf Millionen Euro von sich, schiebt Schuld auf Rodrigo Kardinal Scheffler.

### Laura Monicini
Chefredakteurin des Messagero di Roma und Treuschwester von Totus Tuus. Sie hetzt Elena die Killer auf den Hals, wird jedoch reumütig und verhilft gemeinsam mit Francesco zur Flucht, wo sie jedoch erschossen wird.

### Emilio Petti
Ehemaliger Mitarbeiter des Messagero, wurde von der Chefredakteurin Laura Monicini entlassen, nachdem sein Artikel über die Tränen der Madonna Humbug war. Die Tränen hatten sich als Ochsenblut herausgestellt. Versucht wieder, mit einer Story zurückzukommen. Wird am Tiberufer von Nuccio Carpi und Mino Pistoni ermordet, kann aber Alexander noch auf Erzbischof Guarducci hinweisen.

### Kardinal Rodrigo Scheffler
Der Argentinier wurde nach Picardis Tod Leiter der Vatikanbank. Auch er verfügt über eine Engelsmacht, welche von Pallottino entfacht wurde. Scheffler verbrannte im Petersdom, da Pallottino mitgehört hatte, dass Scheffler eine Aussage machen möchte.

### Nuccio Carpi
Der massige der Killer, welche im Auftrag von Totus Tuus mordeten. Wuchs bei Palermo auf, wurde im Haus des Erzbischofs erschossen.

### Mino Pistoni
Der zweite der Killer. Alexander stach ihm am Tiberufer ein Auge aus. Wurde von Elena im Kloster Sant’Anna erschossen. 

### Erzbischof Egidio Guarducci
Ehemaliger Erzbischof von Florenz, hat sich in den Bergen bei Frana zur Ruhe gesetzt. Wird dort von Nuccio Carpi und Mino Pistoni überfallen. Stirbt dann in Alexanders Armen an einem Herzinfarkt.

### Bruno Spadone
Spadone ist der ehemalige Stellvertretende Polizeidirektor von Florenz, jetzt ist er der Chef der Vigilanza, der Konkurrenz der Schweizergarde.